# 李玉亭
李玉亭（1908年—2007年10月16日），河南省西华县人。中华人民共和国政治人物。

## 生平

### 民国时期
李玉亭毕业于淮阳师范学校，1938年3月参加革命工作，同年7月加入中国共产党。历任中共西华县区委委员、区委书记，中共西华县委副书记，豫皖苏区党委总务科科长，涡北县抗日联合会秘书。1939年，李玉亭担任中共涡阳县委宣传部部长。1941年8月，李玉亭担任中共宿灵县委副书记。1945年10月，宿灵县并入宿东县，李玉亭任中共宿东县委书记，中共商（丘）毫（县）鹿（邑）柘（城）县委副书记，中共豫皖苏二地委委员兼民运部部长。1947年，中共豫皖苏五地委成立，他担任副书记兼民运部部长，中共陈留地委副书记兼民运部部长。

### 共和国时期
1949年12月，后任中共河南省委政策研究室副主任，河南省土地改革委员会副主任，中共河南省委农村工作部副部长。1958年任中共河南省委农村工作部部长。1959年后，任中共开封地委第一书记，中共商丘地委第一书记、第二书记，河南省贫协筹委会专职副主任。1978年任河南省农业委员会顾问。是中共河南省第一、二届委员会委员，河南省各界人民代表会议协商委员会委员，政协河南省第一、二、三届委员会常务委员。
2007年10月16日在郑州逝世，享年100岁。